# ヴィルヘルム・リスト

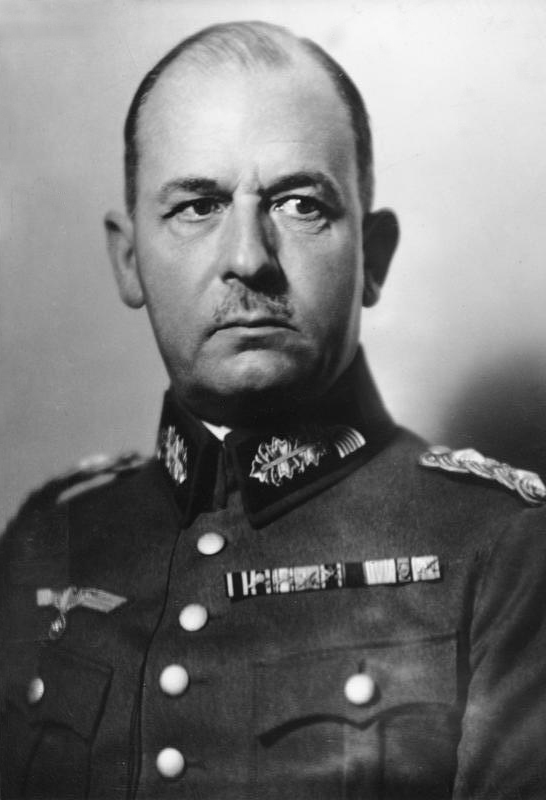
リスト陸軍大将（1935年）

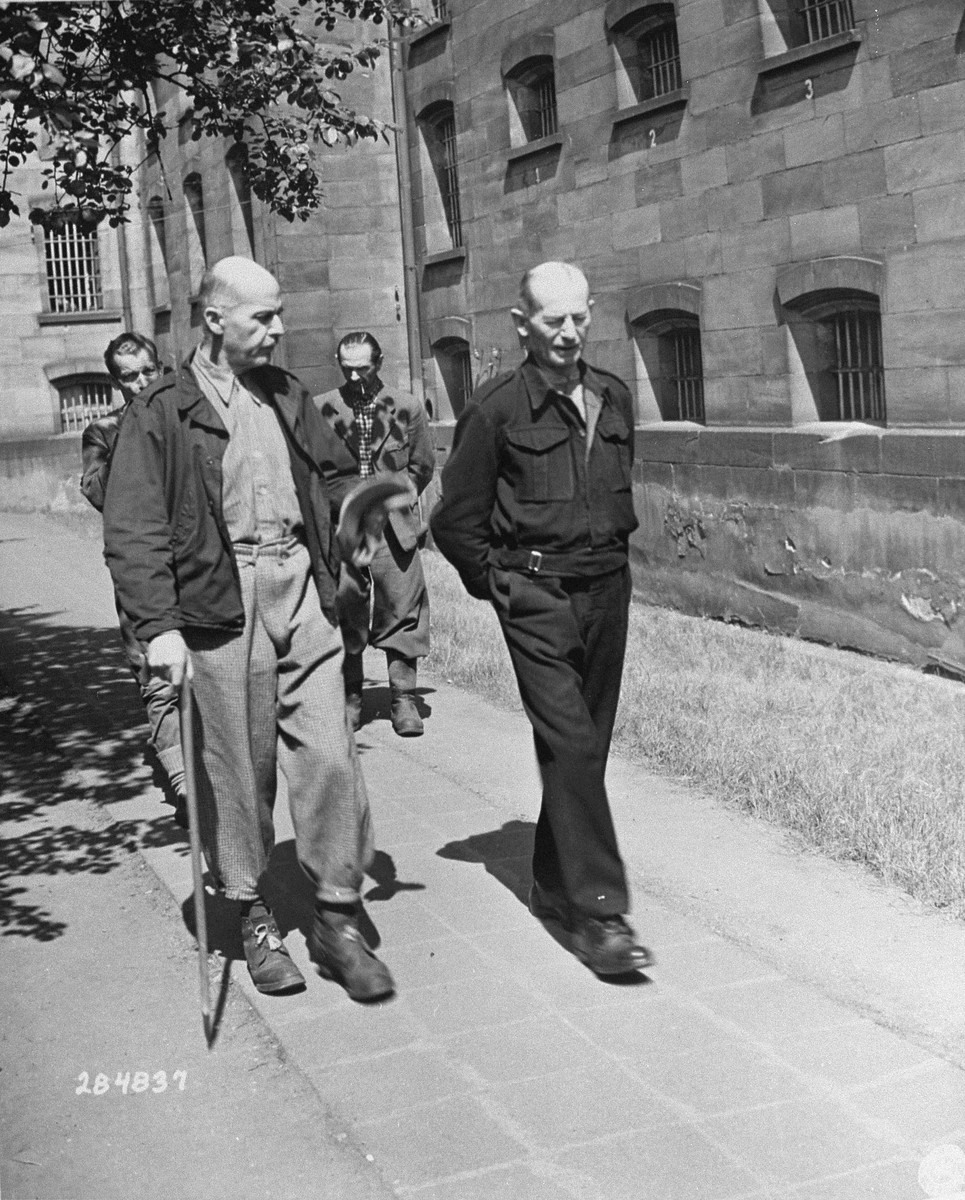
ニュルンベルクの獄に収監されたリスト（左）とヴァルター・クンツェ

ヴィルヘルム・リスト（Wilhelm List, 1880年5月14日 - 1971年8月16日）は、ドイツの陸軍軍人。第二次世界大戦ではドイツ国防軍で軍司令官、軍集団司令官を歴任した。最終階級は陸軍元帥。

## 経歴
バイエルン王国、ウルム近郊のオーバーキルヒベルクに生まれる。1889年、バイエルン王国軍に入る。1900年に少尉に任官。1904年に大隊副官、1908年に中尉としてバイエルン陸軍大学に入学し、卒業と共に大尉に昇進。バイエルン参謀本部付となる。第一次世界大戦の開戦後バイエルン第2軍団参謀となるが重病になる。回復後の1917年にバイエルン後備第8歩兵師団参謀長。1918年、少佐に昇進。終戦時はバイエルン軍事省付だった。
1920年代初めは義勇軍（フライコール）に投じ、左翼急進派がミュンヘンで組織したレーテ（評議会）共和国と対決した。
- 1923年9月、第19歩兵連隊で大隊長。
- 1924年、中佐に昇進し、第7軍管区教育部長。以後10年間はドイツ国防軍で教育業務に従事することになる。
- 1926年、軍事省に転じ、教育局員となる。
- 1927年、大佐に昇進し教育局長。
- 1930年、ドレスデンの歩兵学校長。
- 1930年10月、少将に昇進。
- 1932年、中将に昇進。
- 1933年10月1日、第4軍管区司令官及び第4歩兵師団長。
- 1935年10月、歩兵大将に昇進。
- 1938年2月、第2集団司令官。
- 1938年4月のオーストリア併合に伴い、ウィーンに司令部を置く第5集団司令官に転じ、オーストリア連邦軍をドイツ国防軍に編入する業務に従事。
- 1939年4月1日、上級大将に昇進。

1939年9月、第二次世界大戦が勃発すると、第14軍司令官としてポーランド侵攻に従軍。その戦功により9月30日、騎士鉄十字章を受章。翌年の西方作戦では 第12軍を率い、マジノ線突破に成功。その戦功により7月19日、元帥に列せられる。
1941年2月、第12軍はバルカン半島における主力としてルーマニアに駐屯していた。そこでリスト元帥はブルガリア参謀本部との交渉を委任され、ドイツ軍部隊のブルガリア領通行を許可する秘密協定に調印した。1941年2月28日、リスト率いる第12軍がブルガリアに進駐し、その翌日ブルガリアは日独伊三国同盟に加盟した。
1941年4月、バルカン作戦に第12軍司令官として従軍、同時にこの方面の大陸部分での全ドイツ軍の指揮を担当。4月17日のユーゴスラビア降伏に続き、21日にはギリシャが降伏。ヒトラーの指示により同盟軍であるイタリア軍の士官を参列させずに降伏調印式を行ったが、イタリアの独裁者ベニート・ムッソリーニがヒトラーに抗議したため、国防軍最高司令部作戦部長のアルフレート・ヨードルがドイツから参列して、イタリア士官も参列してあらためて降伏調印式が行われた。バルカン作戦終了後、南東軍司令官としてセルビア、ギリシアの占領を担当した。しかし病気のため1941年10月にこの職を辞した。翌年ヒトラーの命を受け、ドイツ軍占領下にあるノルウェーの防御体制を監察。
リストはナチスに対してあまり親近感をもたず、またそれをヒトラーに対してさえ隠そうとはしなかったため、他の国防軍将官の推薦を得て初めて新たな任務を与えられることになった。1942年7月1日、東部戦線南部にあるA軍集団司令官に任命される。しかし作戦遂行をめぐりヒトラーと対立し、早くも9月10日には更迭された。その後敗戦まで司令官に任命されることはなかった。ヒトラー暗殺計画には加わらなかったものの、1944年7月20日の暗殺未遂事件後に多くの将軍が保身のためヒトラーに誓紙を書いたのに対し、リストはそれをしなかった。
1945年、アメリカ軍の捕虜となる。1948年、ニュルンベルク継続裁判の一つ「捕虜裁判」で、バルカン半島を占領していた南東軍司令官の際に配下のドイツ軍がギリシアやユーゴスラビアの民間人を殺害した責任を問われ、終身禁固刑の判決を受けた。1951年に病気を理由に特赦が申請されたが、却下された。しかし翌年重病を理由にランツベルク刑務所から釈放された。釈放から19年後、ガルミッシュ＝パルテンキルヒェンで死去した。